# Jacques Zoon
Jacques Zoon est un flûtiste néerlandais, né en 1961 à Heiloo (Pays-Bas), menant une carrière internationale.

## Formation
Jacques Zoon a fait ses études au conservatoire Sweelinck d'Amsterdam avec Koos Verheul et Harrie Starreveld, puis au Canada au Banff Center for the Arts auprès de Geoffrey Gilbert et András Adorján.

## Carrière d'orchestres
Membre de l'Orchestre des Jeunes des Pays-Bas (Nationaal Jeugd Orkest) et l'Orchestre des jeunes de l'Union européenne sous la baguette de Claudio Abbado et Leonard Bernstein.
Il a ensuite été premier flûte solo de l'Orchestre philharmonique d'Amsterdam et l'Orchestre philharmonique de la Haye. En 1988, il a été nommé premier flûte solo à l'Orchestre royal du Concertgebouw dirigé par Riccardo Chailly jusqu'à 1994.
Il fut flûte solo à l'Orchestre philharmonique de Berlin et l'Orchestre de Chambre d'Europe sous la baguette de Claudio Abbado, Bernard Haitink et Nikolaus Harnoncourt de 1989 à 1997, l'année durant laquelle il a été nommé flûte solo de l'Orchestre symphonique de Boston sous la direction de Seiji Ozawa.
Il est actuellement flûte solo à l'Orchestre du Festival de Lucerne et l'Orchestre Mozart, deux orchestres dirigés par Claudio Abbado. Il a collaboré, en tant que soliste, au sein de l'Orchestre national de Lyon avec Emmanuel Krivine, l'Orchestre symphonique de la radio de Vienne, l'Orchestre symphonique de la Radiodiffusion bavaroise avec Heinz Holliger, l'Orchestre royal du Concertgebouw avec Valery Gergiev, l'Orchestre de Chambre d'Europe avec Claudio Abbado et l'Orchestre symphonique de Boston avec Seiji Ozawa.    
Il donne aujourd'hui des concerts en soliste, en musique de chambre ou encore avec de nombreux orchestres réputés dans des festivals dans le monde entier.
Il a réalisé de nombreux enregistrements pour Deutsche Grammophon, Philips, Decca, Chandos, Boston Records, Vanguard Classics, Schwann-Koch, Pony Canyon etc.

## Enseignement
Il enseigne de 1988 à 1994 au Conservatoire de Rotterdam, puis à l'Université de l'Indiana entre 1994 et 1997, à l'Université de Boston et au Conservatoire de la Nouvelle-Angleterre de 1997 à 2001.
Il est actuellement professeur à la Haute école de musique de Genève depuis 2002 et professeur de musique de chambre à l'École de musique Reina Sofia de Madrid.

## Instruments
Il joue sur sa flûte en bois avec le Système Boehm avec la tête fabriquée par lui-même. Il fait aussi son traverso avec le Système Boehm sur lequel il joue des pièces baroques en améliorant la clé de do grave pour pouvoir sonner plus fort. William S. Haynes a créé un modèle de flûte en bois, appelé « Le Modèle Zoon».

## Récompenses
- 2e prix du Concours Willem-Pijper en 1981.
- Prix spécial du jury au concours Jean-Pierre-Rampal en 1987.
- Boston Globe « Musicien de l'année » en 1998.
- Prix Edison (en) pour son enregistrement avec son pianiste Bernd Brackman en 1991.